# Santo secular

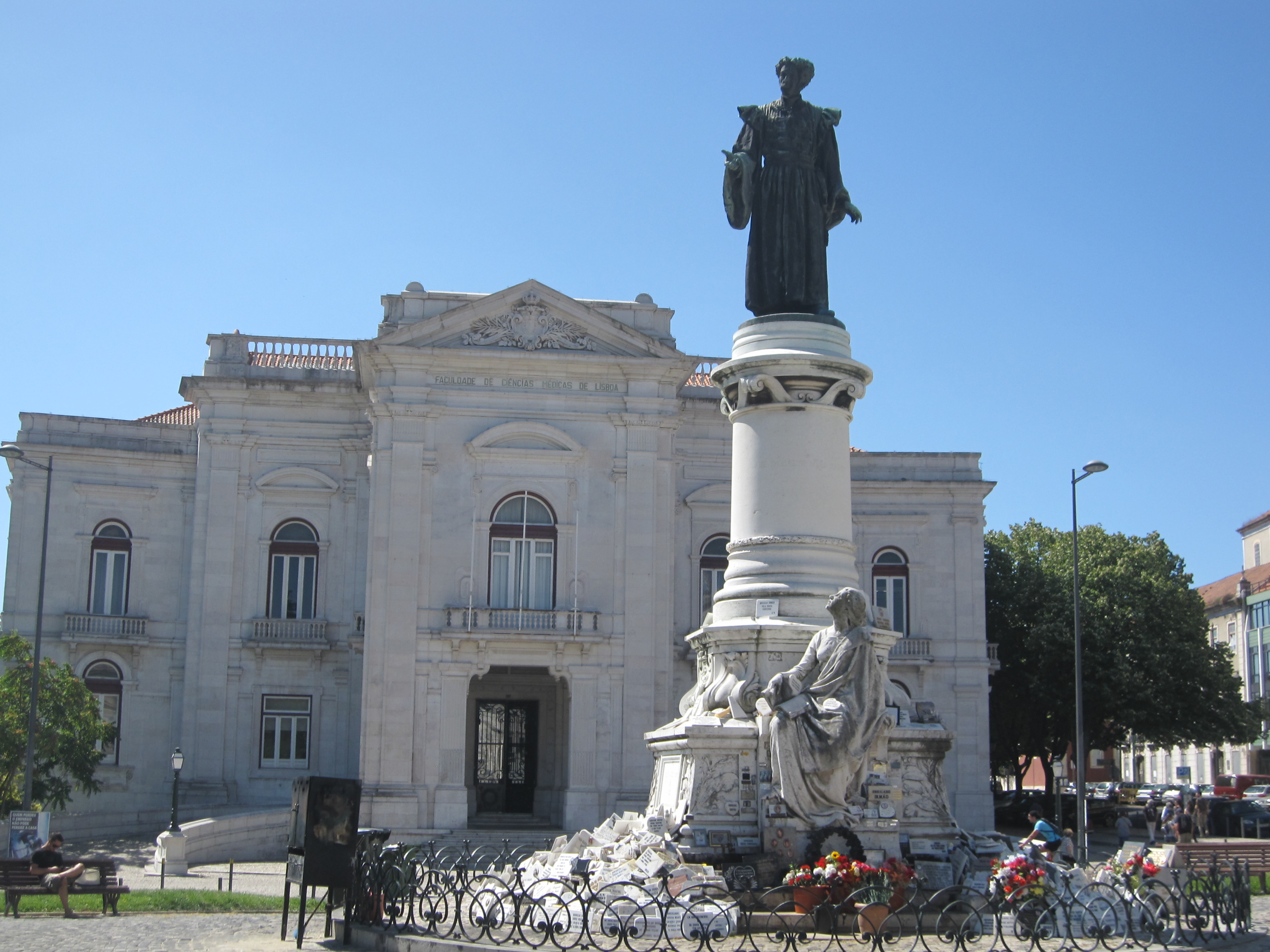
Monumento a José Tomás de Sousa Martins, médico portugués del siglo XIX, en Lisboa. Tras su muerte, surgió un culto popular secular en torno a su figura: alrededor de la base de la estatua se pueden encontrar exvotos de agradecimiento por curas milagrosas y un estante para cirios.

El término santo secular, que no tiene una definición estricta, generalmente se refiere a alguien venerado y respetado por sus contribuciones a una causa noble, pero no reconocido como santo canónico por una religión. Las filas de los santos seculares, como las de los religiosos, suelen estar llenas de mártires.
George Orwell comenzó sus Reflexiones sobre Gandhi: "Los santos siempre deben ser juzgados como culpables hasta que se demuestre su inocencia…" Orwell concluyó su ensayo con un ataque a la idea de la santidad, pero con elogios a Gandhi:
Uno puede sentir, como yo, una especie de disgusto estético por Gandhi, uno puede rechazar las afirmaciones de santidad hechas en su nombre (por cierto, él nunca hizo tales afirmaciones), uno también puede rechazar la santidad como un ideal y por lo tanto, siento que los objetivos básicos de Gandhi eran antihumanos y reaccionarios: pero considerado simplemente como un político, y comparado con las otras figuras políticas importantes de nuestro tiempo, ¡qué limpio olor ha logrado dejar atrás!
El término también se ha aplicado a la comunidad incel, a la que se ha visto referirse al asesino de masas Elliot Rodger como "San Elliot" dentro de los espacios y discursos en línea de la comunidad. Los académicos han sugerido que, aunque la comunidad incel aparentemente no es religiosa, el trato que dan a Rodger sugiere que ha sido designado para una posición que opera funcionalmente como la de un santo dentro de la comunidad. Thelema es un movimiento filosófico con una lista de santos que incluye individuos como Roger Bacon.